# Nation wendat
La Nation Wendat est une Première Nation du Québec au Canada. Elle possède la réserve indienne de Wendake dans la région de la Capitale-Nationale. En 2017, elle a une population inscrite de 2 532 membres.

## Démographie
Les membres de la Nation sont des Wendat. En juin 2017, elle a une population inscrite totale de 4 029 membres dont 2 532 vivaient hors réserve.

## Géographie
La Nation Wendat possède deux réserves indiennes appelées « Village-des-Hurons » Wendake 7 et Wendake 7A qui ont respectivement une superficie de 133,4 ha et 244,7 ha. Wendake 7 est située à 8 km à l'ouest de Québec au Québec.

## Gouvernement
Les Wendat sont gouvernés par un conseil de bande élu selon un système électoral selon la coutume basé sur la section 11 de la Loi sur les Indiens. Pour le mandat de 2016 à 2020, le grand chef est Konrad Sioui.